# Prastara
Prastara (sanskrtsko प्रस्तर, latinizirano: prastāra; podaljšek, raven vrh) je entablatura v hindujski tempeljski arhitekturi.

## Pregled
Je vodoravna nadgradnja pasov in okraskov nad kapiteli stebrov, ki včasih deluje kot parapet nadstropja. Prastara je funkcionalni in dekorativni element, ki je nad arhitravom templja. Ker je prastara tretji del stavbe, šteto od spodaj, je zelo pomemben element celotne arhitekturne kompozicije templja.

## Pomen
V dravidskem kontekstu prastara pomeni kraj srečanja, kjer se srečata dva dela templja, prasada varga (Zemlja) in pada varga (nebesa).

## Deli
Prastara je sestavljena iz več delov od spodaj navzgor: utara, valabhi (struna nad utaro) in kapota (kapnica). Kapota je običajno oblikovana kot golobja glava.